# Agrimonia gorovoii
Agrimonia gorovoii är en rosväxtart som beskrevs av S.D. Rumyantsev. Agrimonia gorovoii ingår i släktet småborrar, och familjen rosväxter. Inga underarter finns listade i Catalogue of Life.